# ويستلاند ويسيكس
ويستلاند ويسيكس  (بالإنجليزية: Westland Wessex)‏ هي مروحية أنتجت في 1958 بالمملكة المتحدة. من صناعة ويستلاند هليكوبتر. كانت تستخدم بشكل أساسي من قبل البحرية الملكية البريطانية. كان أول طيران لها في 20 يونيو 1958. دخلت الخدمة في 1961، انتهت خدمتها في 2003. صنع منها 356 طائرة.

## المستخدمون
- البحرية الملكية البريطانية
- سلاح الجو الملكي
- البحرية الملكية الأسترالية